# Bierge
Pour les articles homonymes, voir Bierge.
Bierge (Biarche en aragonais) est une municipalité de la comarque de Somontano de Barbastro, dans la province de Huesca, dans la communauté autonome d'Aragon en Espagne.
Une partie du film L'Accusé se déroule dans la commune.

## Géographie
Les villages attribués sont :
- Las Almunias de Rodellar, Letosa, Morrano, Nasarre, Otín, Pedruel, Rodellar, San Hipólito, San Román, San Saturnino et Yaso.

## Histoire
- 1960 - 1970, a ajouté la municipalité du Rodellar.
- 1970 - 1980, a ajouté la municipalité du Morrano.

## Lieux et monuments
- L'église paroissiale dédiée à saint Jacques Apôtre, de style gothique.
- Ermitage de Saint-Fructueux, du XIIIe siècle.
- Ermitage de Saint-Pierre de Vérone, (année 1698).
- Chapelle de Saint-Laurent.
- Dolmen de la Losa Mora